# Законодательная дума Хабаровского края
Законодательная дума Хабаровского края — законодательный (представительный) однопалатный орган государственной власти Хабаровского края, являющийся постоянно действующим высшим и единственным органом законодательной власти региона.
Дума состоит из 36 депутатов, избираемых на пять лет. С 2019 года 24 депутата избираются по одномандатным избирательным округам, 12 — по единому избирательному округу, образуемому на всей территории края, пропорционально числу голосов, поданных за списки кандидатов в депутаты, выдвинутых избирательными объединениями.
До декабря 1997 года — Хабаровская краевая дума.

## Руководство
| Созыв | Председатель                    | Период руководства                  |
| ----- | ------------------------------- | ----------------------------------- |
| 1     | Виктор Алексеевич Озеров        | 31 марта 1994 — 7 декабря 1997      |
| 2     | Виктор Алексеевич Озеров        | 18 декабря 1997 — 9 декабря 2001    |
| 3     | Юрий Иванович Оноприенко        | 15 декабря 2001 — 11 декабря 2005   |
| 4     | Юрий Иванович Оноприенко        | 22 декабря 2005 — 4 февраля 2009    |
| 4     | Анатолий Бенцианович Островский | 16 февраля 2009 — 14 марта 2010     |
| 5     | Сергей Алексеевич Хохлов        | 6 апреля 2010 — 29 мая 2013         |
| 5     | Виктор Владимирович Чудов       | 24 сентября 2013 — 18 сентября 2014 |
| 6     | Виктор Владимирович Чудов       | 2 октября 2014 — 19 февраля 2016    |
| 6     | Сергей Леонидович Луговской     | 30 марта 2016 — 2 октября 2019      |
| 7     | Ирина Валериевна Зикунова       | 2 октября 2019 — 26 сентября 2024   |
| 8     | Николай Михайлович Шевцов       | 26 сентября 2024 — н. в.            |

## Постоянные комитеты Законодательной думы седьмого созыва
В Законодательной думе Хабаровского края работают постоянные комитеты по следующим вопросам ведения:
- по бюджету, налогам и экономическому развитию
- по вопросам промышленности, предпринимательства и инфраструктуры
- по вопросам государственного устройства и местного самоуправления
- по вопросам строительства, жилищно-коммунального хозяйства и топливно-энергетического комплекса
- по социальной политике

## Депутаты Законодательной думы седьмого созыва[4]
В соответствии с Законом Хабаровского края «О Законодательной Думе Хабаровского края», в думу избираются по смешанной системе 36 депутатов: 12 по партийным спискам и 24 по одномандатным избирательным округам.
Последние выборы в Законодательную думу Хабаровского края прошли в единый день голосования 8 сентября 2019 года.
Хабаровский край является первым субъектом России, где в парламенте конституционное большинство имеет партия, не обладающая большинством в Государственной думе.
13 сентября 2020 года прошли довыборы в Законодательную думу Хабаровского края по Тополевскому одномандатному округу в связи с избранием 4 декабря 2019 года сенатором от законодательного органа Хабаровского края представителя ЛДПР Сергея Безденежных.
25 апреля 2021 года прошли довыборы в Законодательную думу Хабаровского края по Советско-Гаванскому одномандатному округу в связи со смертью депутата от ЛДПР Вячеслава Фургала.

### Фракция политической партииЛДПР — Либерально-демократическая партия России
- Цмакалов Кирилл Игоревич - председатель комитета по бюджету, налогам, экономическому развитию
- Коваленко Наталья Юрьевна
- Ушакова Ольга Вячеславовна - председатель комитета по вопросам социальной политики
- Зикунова Ирина Валериевна - председатель Думы
- Лобанов Сергей Алексеевич
- Крюков Иван Владимирович
- Кром Денис Андреевич
- Чечиков Владислав Сергеевич
- Грановский Василий Константинович
- Лопатин Виктор Сергеевич - председатель комитета по предпринимательству, промышленности и инфраструктуре
- Батю Руслан Константинович
- Кузнецов Сергей Алексеевич (арестован[8])
- Козлов Дмитрий Викторович (арестован[8])
- Зюбр Сергей Александрович — руководитель фракции, первый заместитель председателя думы
- Бруско Александр Сергеевич - председатель комитета по ЖКХ и ТЭК
- Авагимян Гагик Рафикович
- Гудин Игорь Ананьевич - председатель комитета по местному самоуправлению
- Густелёва Ольга Алексеевна
- Картавенко Антон Константинович
- Огнева Вера Витальевна
- Лобачев Станислав Николаевич (вакантный мандат передан в связи со смертью депутат Ольнева С. Л)
- Орлик Татьяна Сергеевна
- Беломестнов Алексей Николаевич
- Шохин Виктор Николаевич
- Быченко Татьяна Александровна[9]

### Фракция политической партии «Единая Россия»
- Мальцев Геннадий Викторович (сторонник партии Единая Россия)
- Мироманова Ольга Ивановна — заместитель председателя думы
- Чумакова Наталья Ивановна[10]
- Сердюков Олег Алексеевич[11] — руководитель фракции
- Федореев Виктор Григорьевич (бывший член партии «Яблоко»)

### Фракция политической партии «КПРФ»
- Кукушкин Максим Валерьевич, бывший член КПРФ, координатор РПСС в Дальневосточном ФО[12][13][14]  — заместитель руководителя фракции
- Ильин Сергей Сергеевич, бывший член КПРФ[12][15], координатор движения «За новый социализм» в Хабаровском крае[13]  — руководитель фракции
- Изотова Светлана Васильевна (член КПРФ)